# Mariam Shengelia
Mariam Shengelia, född den 14 maj 2002, är en georgisk sångerska. Hon representerade Georgien i Eurovision Song Contest 2025 med låten "Freedom". Bidraget gick inte vidare till final.
Shengelia ingår även i gruppen Mix2ura.